# The Long Good Friday
The Long Good Friday is een Britse misdaadfilm uit 1980 van regisseur John Mackenzie. De hoofdrollen worden vertolkt door Bob Hoskins en Helen Mirren. De misdaadprent is het filmdebuut van acteur Pierce Brosnan.

## Verhaal
Harold Shand is een ouderwetse gangster uit Londen. Op een dag organiseert hij op zijn boot een bijeenkomst voor zijn bevriende gangsters en politici. Ook Charlie, een Amerikaanse maffioso, en diens advocaat Tony zijn naar Londen gereisd. Met de financiële hulp van de maffia wil Harold de verlaten Docklands ombouwen tot een mogelijke locatie voor de Olympische Spelen. Maar Harolds poging om de Amerikaanse gangsters te overtuigen om mee in zijn lucratief project te investeren, dreigt te mislukken wanneer zijn trouwe vriend Colin vermoord wordt, zijn moeder aan een moordaanslag ontsnapt en een van zijn casino's wordt opgeblazen. Terwijl zijn partner Victoria er alles aan doet om de ongeduldige Amerikanen gerust te stellen, proberen Harold en zijn handlangers te achterhalen wie er verantwoordelijk is voor de aanslagen.
Uiteindelijk ontdekt Harold dat zijn ambitieuze handlanger Jeff en zijn trouwe vriend Colin betrokken waren bij een deal met het Iers Republikeins Leger (IRA). De deal was uit de hand gelopen; Jeff had £ 5.000 gestolen en verscheidene IRA-leden werden vermoord. Uit wraak pleegde de IRA enkele bom- en moordaanslagen. Harold is razend en vermoordt Jeff. Vervolgens besluit hij de £ 5.000 terug te betalen aan de IRA. Hij spreekt af met enkele leden van de IRA, maar terwijl ze het geld tellen, worden ze door Harolds handlangers doodgeschoten. De Londense gangster denkt dat zijn problemen van de baan zijn, maar krijgt dan te horen dat de Amerikanen niet van plan zijn om in het Docklands-project te investeren. Wanneer hij het hotel van de Amerikanen verlaat, wordt hij door leden van de IRA ontvoerd.

## Cast
| Acteur            | Personage    |
| ----------------- | ------------ |
| Bob Hoskins       | Harold Shand |
| Helen Mirren      | Victoria     |
| Dave King         | Parky        |
| Eddie Constantine | Charlie      |
| Paul Freeman      | Colin        |
| P.H. Moriarty     | Razors       |
| Derek Thompson    | Jeff         |
| Stephen Davies    | Tony         |
| Bryan Marshall    | Harris       |
| Pierce Brosnan    | 1st Irishman |

## Productie
De film werd in 1979 afgerond, maar ging pas in 1980 in première. De misdaadprent was in 1980 te zien op het filmfestival van Cannes, het internationaal filmfestival van Edinburgh en het filmfestival van Londen. Oorspronkelijk heette de film The Paddy Factor, maar men vreesde dat die titel – "Paddy" is een spotnaam voor iemand van Ierse afkomst – te veel zou verklappen en dus werd de titel veranderd in The Long Good Friday, wat niet alleen verwijst naar de dag waarop het verhaal begint (Goede Vrijdag), maar ook naar de bekende misdaadroman The Long Goodbye van Raymond Chandler. Andere mogelijke titels waren Harold's Kingdom, Citadel Of Blood en Havoc.